# Brezik (Lukács)
Brezik falu Horvátországban Verőce-Drávamente megyében. Közigazgatásilag Lukácshoz tartozik.

## Fekvése
Verőce központjától 5 km-re északra, községközpontjától 5 km-re délre, Nyugat-Szlavóniában, a Drávamenti-síkságon, a Barcsot Daruvárral és Pakráccal összekötő 5-ös számú főútvonal mentén fekszik.

## Története
Brezik a 19. század második felében keletkezett evangélikus németek betelepítésével. Neve nyírfákkal benőtt területet jelöl és eredetileg az innen keletre fekvő, a Mandec és a Brana-patakok közötti enyhén dombos terület neve volt. A falunak 1890-ben 94, 1910-ben 167 lakosa volt. 1910-ben a népszámlálás adatai szerint lakosságának 90%-a német, 10%-a horvát anyanyelvű volt. Az I. világháború után 1918-ban az új szerb-horvát-szlovén állam, majd később (1929-ben) Jugoszlávia része lett. A II. világháború végén korábbi evangélikus német lakosságát Németországba telepítették ki, a helyükre horvátok érkeztek. 1991-ben 229 főnyi lakosságának 90%-a horvát nemzetiségű volt. 2011-ben falunak 213 lakosa volt.

## Lakossága
| Lakosság változása | Lakosság változása | Lakosság változása | Lakosság változása | Lakosság változása | Lakosság változása | Lakosság változása | Lakosság változása | Lakosság változása | Lakosság változása | Lakosság változása | Lakosság változása | Lakosság változása | Lakosság változása | Lakosság változása | Lakosság változása |
| ------------------ | ------------------ | ------------------ | ------------------ | ------------------ | ------------------ | ------------------ | ------------------ | ------------------ | ------------------ | ------------------ | ------------------ | ------------------ | ------------------ | ------------------ | ------------------ |
| 1857               | 1869               | 1880               | 1890               | 1900               | 1910               | 1921               | 1931               | 1948               | 1953               | 1961               | 1971               | 1981               | 1991               | 2001               | 2011               |
| 0                  | 0                  | 0                  | 94                 | 144                | 167                | 0                  | 221                | 329                | 207                | 270                | 202                | 238                | 229                | 233                | 213                |

(1921-ben lakosságát Verőcéhez számították. 1948-tól önálló településként.)

## Nevezetességei
- Evangélikus imaházát[4] 1912-ben építették neoklasszicista stílusban. A szalatnoki evangélikus lelkészség filiája volt.

- Védett építészeti emlék a Kaštel birtokon álló villaépület.